# Borboletta
Borboletta – szósty album studyjny zespołu Santana, wydany w 1974.

## Lista utworów
Opracowano na podstawie materiału źródłowego.
| 1.  | „Spring Manifestations” (Moreira, Purim)   | 1:05  |
|     |                                            |       |
| 2.  | „Canto de los Flores” (Santana Band)       | 3:45  |
|     |                                            |       |
| 3.  | „Life Is Anew” (Santana, Shrieve)          | 4:30  |
|     |                                            |       |
| 4.  | „Give and Take” (Santana, Coster, Shrieve) | 5:46  |
|     |                                            |       |
| 5.  | „One with the Sun” (Martini, Martini)      | 4:20  |
|     |                                            |       |
| 6.  | „Aspirations” (Coster, Santana)            | 5:12  |
|     |                                            |       |
| 7.  | „Practice What You Preach” (Santana)       | 4:28  |
|     |                                            |       |
| 8.  | „Mirage” (Patillo)                         | 4:43  |
|     |                                            |       |
| 9.  | „Here and Now” (Peraza, Santana)           | 3:01  |
|     |                                            |       |
| 10. | „Flor de Canela” (Santana, Rauch)          | 2:20  |
|     |                                            |       |
| 11. | „Promise of a Fisherman” (Moreira)         | 8:05  |
|     |                                            |       |
| 12. | „Borboletta” (Moreira)                     | 2:50  |
|     |                                            |       |
|     |                                            | 50:05 |
|     |                                            |       |

## Twórcy
Opracowano na podstawie materiału źródłowego.
- Leon Patillo – śpiew
- David Brown – gitara basowa
- Tom Coster – instrumenty klawiszowe
- José Chepitó Areas – instrumenty perkusyjne
- Carlos Santana – wokal, gitara
- Michael Shrieve – perkusja

## Listy sprzedaży
| Lista           | Kraj              | Pozycja |
| --------------- | ----------------- | ------- |
| Billboard 200   | Stany Zjednoczone | 20      |
| ARIA Charts     | Australia         | 38      |
| UK Albums Chart | Wielka Brytania   | 18      |